# Tolomeo (nome)
Tolomeo  è un nome proprio di persona italiano maschile.

## Varianti
- Maschili: Tolommeo[1]
- Femminili: Tolomea[2][3]

### Varianti in altre lingue
- Catalano: Ptolemeu[6], Ptolemeu[6], Tolomeu[7]
- Francese: Ptolémée
- Greco antico: Πτολεμαῖος (Ptolemaios)[8][9][10][11]
  - Femminili: Πτολεμαις (Ptolemais)[12]
- Inglese: Ptolemy[8][9][10]
- Latino: Ptolomaeus[1][3][10], Ptolemeus[1]
- Polacco: Ptolemeusz
- Russo: Птолемей (Ptolemej)
- Spagnolo: Ptolomeo[6], Ptolemeo[6], Tolomeo[7]
- Ungherese: Ptolemaiosz

## Origine e diffusione
Deriva dall'antico nome greco Πτολεμαῖος (Ptolemaios), latinizzato in Ptolemaeus e giunto in italiano come Tolomeo, con caduta della "P" iniziale per semplicità di pronuncia; etimologicamente, viene ricondotto al termine πτόλεμος (ptólemos), una forma omerica di πόλεμος (pólemos, "guerra", "battaglia"), avendo quindi il significato di "guerriero", "della guerra" o "aggressivo", "battagliero", "bellicoso".
In Italia è diffuso per oltre metà dei casi nel Lazio, ma si tratta di un utilizzo piuttosto scarso; a sostenerlo, oltre al culto di san Tolomeo, vescovo di Nepi, contribuisce anche il prestigio di Claudio Tolomeo, il celebre astronomo greco, e dei numerosi faraoni così chiamati che governarono sull'Egitto nel periodo tolemaico. Il nome appare anche nell'Antico Testamento, dove è portato, fra gli altri, da Tolomeo di Gerico, avversario dei Maccabei.

## Onomastico
L'onomastico si può festeggiare in memoria di più santi, alle date seguenti:
- 1º giugno, san Tolomeo, soldato romano, martire con altri commilitoni ad Alessandria d'Egitto[13][14][15]
- 25 agosto, san Tolomeo, discepolo di san Pietro, vescovo di Nepi e martire[4][7][16]
- 19 ottobre, san Tolomeo, martire assieme san Lucio e un terzo compagno a Roma sotto Antonino Pio[6][13][14][17]

## Persone
- Tolomeo, filosofo gnostico romano

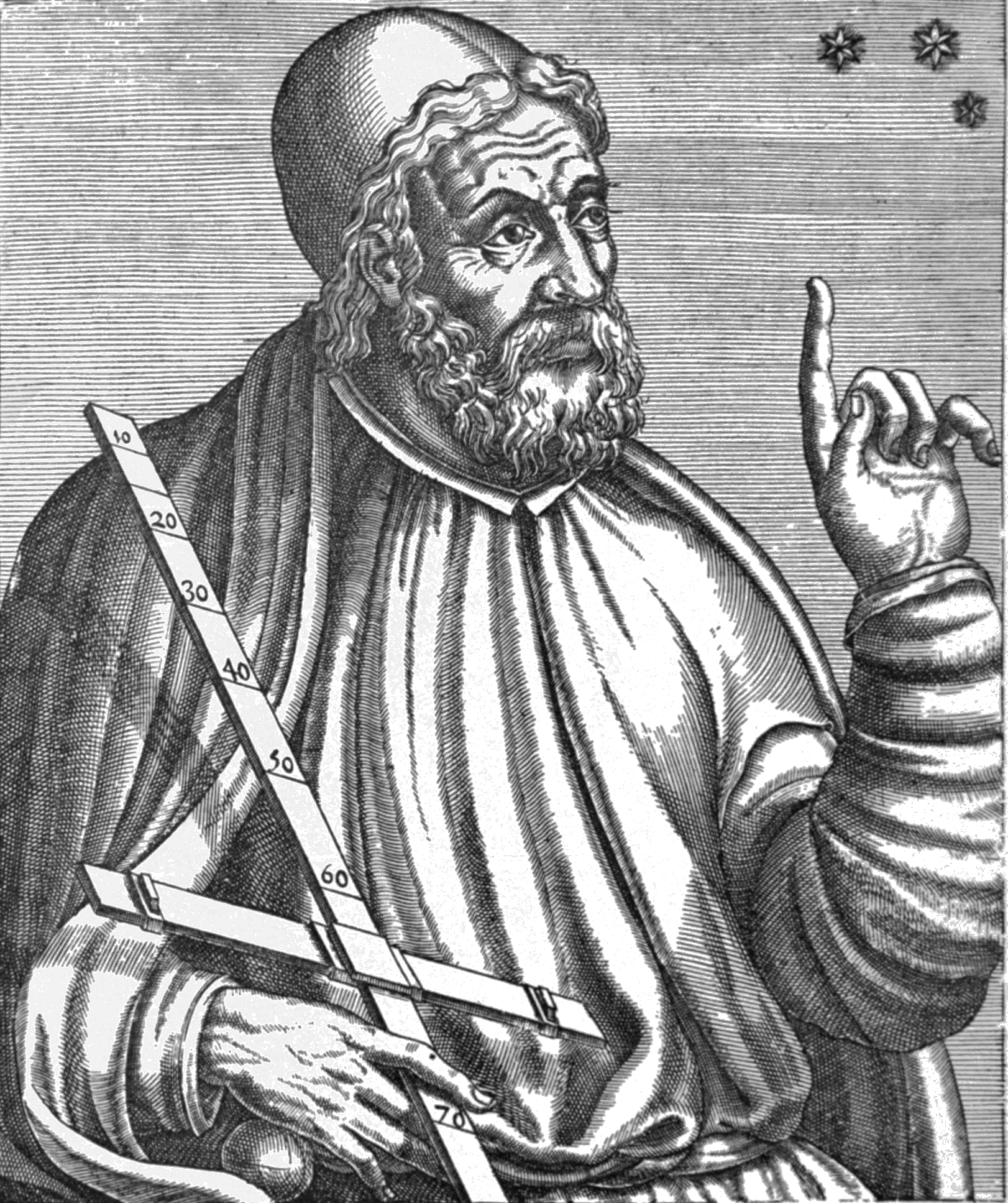
Claudio Tolomeo

- Tolomeo I, militare, sovrano e scrittore macedone antico, poi faraone d'Egitto
- Tolomeo II, farone d'Egitto
- Tolomeo di Aloro, reggente di Macedonia
- Tolomeo di Mauretania, re di Mauretania
- Tolomeo Efestione, grammatico greco antico
- Claudio Tolomeo, astrologo, astronomo e geografo greco antico
- Tolomeo da Lucca, teologo e vescovo italiano
- Tolomeo Faccendi, scultore italiano
- Tolomeo Gallio, cardinale e arcivescovo cattolico italiano

### Variante Ptolemy
- Ptolemy Reid, politico guyanese

## Il nome nelle arti
- Tolomeo è un personaggio dei romanzi della Tetralogia di Bartimeus scritta da Jonathan Stroud.
- Tolomeo è un personaggio della serie Pokémon.